# Michael Job

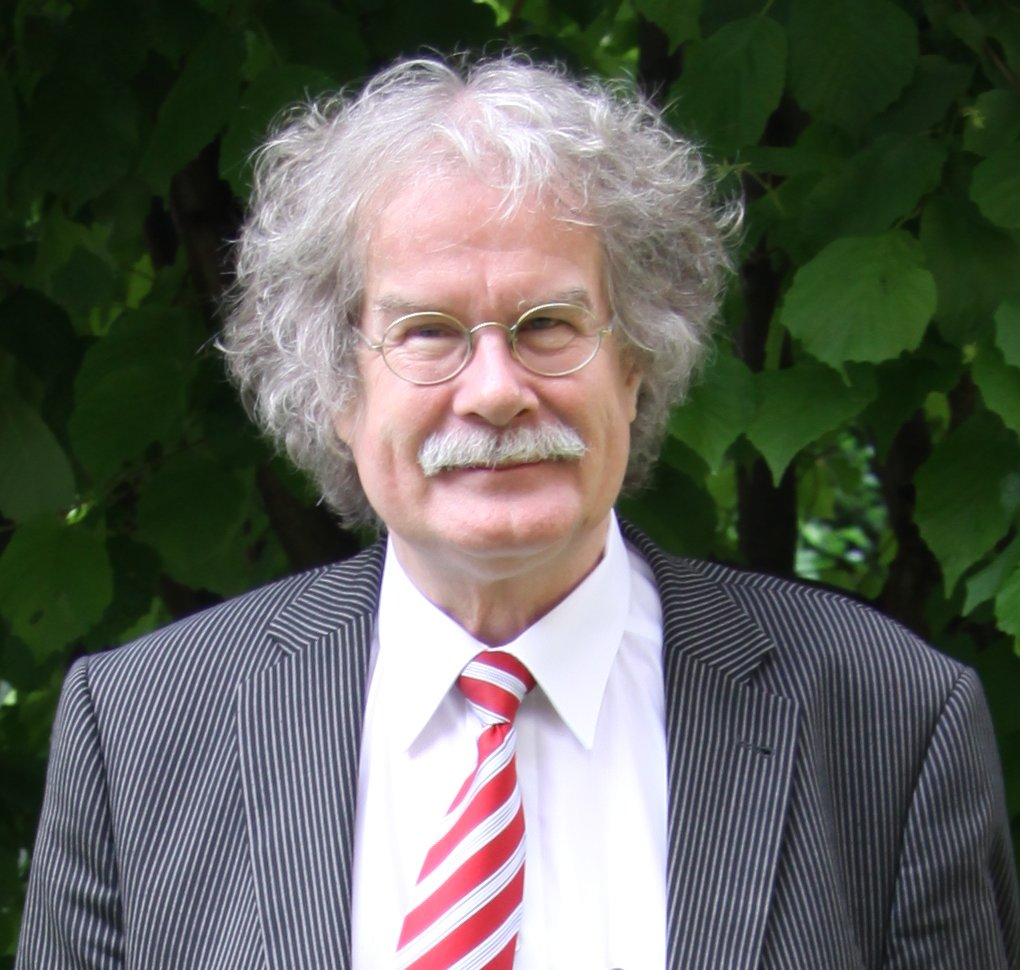
Michael Job

Dieter Michael Job (* 4. Januar 1948 in Göttingen) ist ein deutscher Sprachwissenschaftler.
Michael Job studierte Vergleichende Sprachwissenschaft, Allgemeine Sprachwissenschaft, Romanistik und Philosophie an der Ruhr-Universität Bochum, wo er 1974 bei Karl Horst Schmidt zum Dr. phil. promoviert wurde. Seine Dissertation erschien 1977 unter dem Titel Probleme eines typologischen Vergleichs iberokaukasischer und indogermanischer Phonemsysteme im Kaukasus. Von 1974 bis 1985 arbeitete er als Wissenschaftlicher Assistent am Sprachwissenschaftlichen Institut der Universität Bochum. Nach seiner Habilitation 1984 wurde er 1985 zum C2-Professor ernannt. 1988 folgte er einem Ruf auf eine C3-Professur für Allgemeine Sprachwissenschaft der Ludwig-Maximilians-Universität München als Nachfolger von Hans-Jürgen Sasse. 1991 wechselte er an die Universität Marburg auf eine C4-Professur für Allgemeine und Vergleichende Sprachwissenschaft, 1999 an die Universität Göttingen auf den Lehrstuhl für Allgemeine und Indogermanische Sprachwissenschaft. Zum 1. April 2016 wurde er pensioniert.
Zu Jobs Forschungsschwerpunkten zählten die kaukasischen Sprachen sowie Semantik, Syntax, Morphologie, Phonetik und Phonologie der indogermanischen Sprachen.
Job lebt seit 2020 in Baden-Baden.

## Ad personam
- Wilfried Kürschner: Linguisten-Handbuch. Biographische und bibliographische Daten deutschsprachiger Sprachwissenschaftlerinnen und Sprachwissenschaftler der Gegenwart. Tübingen 1997, S. 423.
- Kürschners Deutscher Gelehrten-Kalender, 21. Ausgabe (2007), Band 2, S. 1625.